# Mondoteismo
Mondoteismo è il settimo mixtape del rapper italiano Mondo Marcio, pubblicato il 5 marzo 2014 dalla Mondo Marcio.

## Descrizione
Compilato e missato da A&R e DJ Dropsy, Mondoteismo contiene una raccolta delle migliori strofe del rapper fino al 2014 con l'aggiunta del brano inedito Mai, inciso in duetto con il rapper Lapo Raggiro, nuovo artista Mondo Records.

## Tracce
1. Mai (feat. Lapo Raggiro)
2. Immortale
3. Bang
4. Come me
5. Make Money Money
6. Conosci il tuo nemico
7. Puoi fare di meglio
8. L'arte della guerra
9. Tutto e nient'altro
10. Dischi volanti
11. Dentro a un sogno
12. All 4 Da Cash Freestyle
13. All I Love
14. Ti buco l'anima
15. Dammi indietro RMX
16. Non puoi spegnerlo
17. Città del fumo
18. Qual è il tuo nome
19. Brucia Marcio Marcio
20. Dove sono i soldi
21. Fightrap
22. Il fumo uccide
23. Non dimenticare
24. It's All Real Freestyle
25. Vieni a prenderci
26. Cose dell'altro mondo
27. Senza cuore
28. Kilo